# 豐臣政權
豐臣政權（日语：／ Toyotomi Seiken */?），又稱豐臣氏政權、羽柴氏政权，是指日本自天正18年（1590年；一說天正13年／1585年）到慶長8年（1603年）為止，由豐臣秀吉建立的武家政權。

## 歷史

### 地方政權時代
最初作為織田信長部下而嶄露頭角的羽柴秀吉（後豐臣秀吉），在天正元年（1573年）協助信長消滅淺井氏後，從信長那裡獲賜『江北淺井跡』一職，開始以長濱城城代的身份管轄之前屬於淺井氏的近江國伊香、淺井、坂田3郡共12萬石的領地。後來，秀吉以知行宛行的形式獲得了獨自管理領國的權力。天正9年（1581年）起，秀吉把這塊領地轉交給養子羽柴秀勝管理。而從天正5年（1577年）10月開始，秀吉開始奉信長命令對播磨展開侵攻，直到天正8年（1580年）5月平定播磨國後，秀吉再獲得了除赤穂・佐用2郡外全播磨國的支配權。在此同時，以黑田孝高為首的播磨衆也加入到秀吉的家臣團中。
在侵攻播磨的同一時間，信長也命令秀吉對但馬國展開侵攻，並讓秀吉的弟弟羽柴秀長擔任竹田城的城代。天正8年（1580年）5月，在攻陷出石城後，秀吉征服但馬國全境，並讓秀長與但馬衆的宮部継潤、木下昌利等人一起繼續管理但馬國。之後於天正9年（1581年）10月，秀吉攻陷了因幡國的鳥取城，並安排了宮部継潤成為了該城的城代，同時平伏了在八東郡（鬼城）的木下重堅、智東郡的磯部康氏・八木重信、巨能郡的垣屋光成、鹿野郡的亀井茲矩等備中地區的因幡衆。

### 豐臣政權的起始
有關豐臣政權的起始時間，現時日本主流學界有幾種說法。
- 天正11年（1583年）5月說 - 在此期間，豐臣秀吉開始自居為全國支配者，陸續對各地大名執行國替及改易，以及建立大坂城及支配畿内等一系列事件為契機，直至1583年5月賤岳之戰結束,豐臣秀吉正式統合了舊織田氏大部分勢力起開始計算。
- 天正11年（1583年）6月下旬至7月中旬說 - 以織田信雄退出安土城作為起始時間。
- 天正13年（1585年）3月說 - 本能寺之變後，織田信雄作為事實上的家督仍然有效的維持著織田政權的統治、直到於1585年的小牧長久手之戰敗於秀吉後，才上京交出官位並對秀吉表示臣從。

### 成為中央政權
天正10年（1582年）6月2日(舊曆)、明智光秀發動兵變，殺害了天下人織田信長及織田家家督織田信忠，史稱本能寺之變。當時作為中國地方總司令官，位處備中正與毛利氏對峙的羽柴秀吉，在得知消息後馬上與毛利輝元講和並引軍東回（中國大返還），並於山崎之戰中擊敗了明智光秀替信長復仇成功。
之前本來就擁有大片領地的秀吉，在擊敗明智光秀後功績更上一層樓，其在織田家中的發言力也大增。在清洲會議上，織田家家臣聚集在清洲城以討論織田家的家督後繼者，秀吉在得到多數織田族人與家臣支持下，拥立尚在襁褓的信忠長男三法師（元服后称织田秀信）继任家督。但为此得罪了同属织田重臣的柴田胜家，导致其拥立信长三子织田信孝对抗秀吉。會議的結果最後決定以三法師為信長的後繼者，同時讓信孝作為三法师的監督人以管理織田家。
在此之後，秀吉利用三法师把信長、信忠的後繼者們逐步排除開去。先是透過攻擊柴田勝家的兒子勝豐使其降服，並在其後孤立了信孝並奪取了三法師。在得到了三法師後，秀吉『挟天子以令诸侯』，在1583年的賤岳之戰中把柴田勝家和織田信孝消滅，而其他重臣如瀧川一益等也相繼降伏。柴田的家臣，如前田利家和金森長近等也紛紛倒向秀吉。
對此情況不滿的信長次男織田信雄，在天正12年（1584年）與信長的前盟友徳川家康結盟，並掀開了反秀吉的大旗。雖然兵力上秀吉擁有龐大的優勢，但在家康巧妙的戰術前秀吉卻在小牧·长久手之戰中敗北。之後，秀吉改變策略，改为攻擊美濃國的信雄領地，最後信雄因為頂受不了秀吉龐大的優勢而決定單獨與秀吉講和。在講和後，不管是家康還是秀吉都失去了繼續戰鬥的大義名分，所以兩家決定和睦。
天正13年（1585年）、秀吉討伐了前兩年經常在背後侵擾的紀伊等諸勢力（紀伊征伐）和位於四國的長宗我部元親（四国征伐）。同年7月、秀吉利用日本朝廷內關白相論矛盾，使正親町天皇封他為關白、並在翌年受賜豐臣姓。就任關白和獲賜豐臣姓二事，也是為了表示京都朝廷承認秀吉為天下人的象徵。以此為標誌豐臣政權正式誕生。

### 統一日本
天正14年（1586年）、秀吉命令德川家康上洛，並意圖使其臣服。最初家康對此表現冷淡，但後來秀吉以母親大政所作為人質送到家康處後，以母親的人身安全要挾家康來獲得討伐家康的大義名分。在這樣的情況，家康只好臣服於豐臣政權。與此同時，越後的上杉景勝和安藝的毛利輝元等大名亦紛紛對秀吉表示臣服。天正15年（1587年），由於薩摩的大名島津義久違反了秀吉在九州頒布的惣无事令，秀吉發動了九州征伐以討伐島津家並最後獲得勝利。隨著島津家的臣服，豐臣政權完全支配了西日本。
天正14年（1590年）、秀吉對同樣的違反了「惣无事令」的北条氏政・北条氏直父子下達了討伐令，並動員了日本各地大名共23萬兵力參戰（小田原征伐）。此戰最後以小田原城開城，後北条氏滅亡而結束。在此期間，東北的伊達政宗和最上義光等大名亦對秀吉表示臣服(奥州仕置)，至此豐臣政權在名義上統一了日本。
雖然在名義上統一日本，但在其後仍然發生了葛西大崎一揆暴動、南部氏内亂、九户政实之乱等小規模戰爭。為了鎮壓暴亂，秀吉命蒲生氏鄉・石田三成等家臣率領了6万大軍前往奥州進行討伐。至此，自應仁之亂起持續100多年的混亂局面告一段落，豐臣政權名副其實地統一日本。
在統一後，秀吉開始對部分功臣進行了肅清。從在信長家臣時代起並一直支持著秀吉，後來被稱為羽柴四天王的四人中，有兩人（神子田正治，尾藤知宣）分別在被流放后赐死及被處刑（另外兩人中，宮田光次在本能寺之變前已經戰死，而戶田勝隆則在後來的朝鮮之役中病死）。

### 秀次家督時期與文祿之役
天正19年（1591年）8月(舊曆)，秀吉的嫡男鶴松死去。豐臣秀次在11月(舊曆)成為秀吉的養子並在12月(舊曆)就任關白，同時成為豐臣政權的第二位家督，而養父豐臣秀吉則號稱太閣。就任關白及家督後的豐臣秀次居住在聚樂第執行政務，不過養父豐臣秀吉並沒有讓出全部權力，於是變成二元政治。後來代替專注於進攻朝鮮的養父太閣秀吉施行內政的情況變多。
在統一日本後，秀吉的野心開始膨脹，把征服的目標轉向海外。文祿元年（1592年）也是豐臣秀次擔任家督的第一年，太閣秀吉以『假道入明』為藉口，命令全國大名開始向朝鮮出兵，是為萬曆朝鮮之役。長久以來除了與倭寇及女真族等小量衝突外久未歷戰的朝鮮正規軍，對突如其來的日本軍手足無措。相反，日軍剛經歷了100多年的戰國時代，戰鬥經驗豐富，再加上大量的鐵砲裝備和當地不滿李氏朝鮮管治的百姓協助，日軍在開戰初期連戰連勝，佔領了包括漢城與平壤在內的大部分朝鮮國土，作為前鋒的加藤清正甚至一度越過了圖們江，攻擊了當時屬於明領的建州女真。但隨著戰爭深入發展，各地起義的義兵與朝鮮水軍開始反擊，為日軍帶來不少的損失。
到了文祿2年（1593年），援助朝鮮的明朝軍隊陸續進入半島並開始對日軍進行反攻。一開始明朝與朝鮮的聯合軍雖然成功收復了平壤並近逼漢城，但後來卻在碧蹄館之戰敗給日軍而使戰況陷入膠着狀態。隨著戰爭進一步延長，不論是日軍還是明•朝鮮聯合軍的補給都開始不足，雙方傷亡及餓死的士兵數日漸增多。在此情況下，日本開始了與明朝的講和交渉，準備停戰。

### 家督豐臣秀次之死
文禄二年（1593年），秀吉獲得了第二子豐臣秀賴。在此之前，由於第一子鶴松僅2歲便夭折，秀吉已經幾近放棄再度產子的計劃。但在秀賴誕生後，秀吉為了掃除秀賴繼位的障礙，於文禄四年（1595年）以涉嫌謀反的罪名把家督豐臣秀次賜死，同時族滅了秀次一家老小。此後豐臣政權自家督豐臣秀次賜死後便出現權力真空，但實際上太閣豐臣秀吉還是實際統治者，直到秀吉公於慶長三年（1598年）病逝。

### 慶長之役與太閣豐臣秀吉之死
由石田三成、小西行長等人主導的對明和談，最後以秀吉不滿明方提出的條件，全面決裂而告終。慶長2年（1597年），秀吉再度命令日本全國大名出兵討伐朝鮮，是為慶長之役。這次出兵日軍吸取了文禄之役過度深入而敗的教訓，主力以全羅道為攻擊目標，在固定陣地後再向忠清道等朝鮮各地發動進攻。日軍先於漆川梁海戰大敗朝鮮水軍，再於占領全羅道的道都全州後，在忠清道的稷山與明軍激戰，是為稷山之戰。在開戰後兩個月內，日軍橫掃了全羅、忠清兩道，並再度逼近漢城所在的京畿道。同時，為了加強防守陣地以作持久戰，日軍開始在朝鮮半島南部各地建築倭城以作為防守據點。慶長3年（1598年）初，最東邊的蔚山城的遭受明・朝鮮聯合軍攻擊，但保衛成功（第一次蔚山城之戰）。從9月末到10月初期間，日軍堡壘順天城、泗川城、蔚山城等地相繼遭到明・朝鮮聯合軍攻擊，雙方各有進退，其中在泗川之戰，明・朝鮮聯合軍被島津義弘大敗，而島津義弘也得到了鬼石曼子的稱號。
在戰況再度陷入膠著的時候，身體情況日漸惡化的秀吉於慶長3年8月18日離世，享年62歲。在秀吉去世後，繼續進行朝鮮戰爭已經變得沒有意義的前提下，在10月起在朝鮮日軍陸續撤退回國。在最後撤退階段，明・朝鮮水軍發動了露梁海戰試圖阻擋日軍撤退但沒有完全成功，日軍在11月底完全撤退。而朝鮮水軍統帥李舜臣與明軍統帥鄧子龍也在此役犧牲。

### 政權崩壞
家督豐臣秀次、太閣豐臣秀吉死後，豐臣政權由豐臣秀頼擔任第三代家督。秀頼在繼位時年僅6歲，無力控制家臣間的矛盾，加上在朝鮮之役期間便已經開始萌芽的加藤清正、福島正則等武功派與石田三成、小西行長等文治派的對立表面化，使豐臣家臣團徹底分裂。同時，在朝鮮之役時沒有出兵，保存了大部分實力的徳川家康對天下蠢蠢欲動，並無視秀吉生前禁令，開始與伊達政宗等各地大名聯姻，使得豐臣政權急速陷入混亂。
慶長4年（1599年），秀吉死前委托之監護人前田利家病重离世，间接使家康成为最有政治影响力的大名，也使家康基本上壟斷了對豐臣政權的話語權。另一方面，對家康專政極度不滿的豐臣家家臣石田三成、上杉景勝、毛利輝元、宇喜多秀家等人，連同其他仍然盡忠於豐臣家的大名，於慶長5年（1600年）9月發動了關原之戰與家康決戰。這場決定天下誰屬的戰役，結果以三成主導的西軍落敗，三成被処刑，各西軍大名領地被改易減封而結束（參見:關原之戰戰後處理）。至此，日本國內反徳川的勢力幾近消滅，天下的主導權落入徳川家康手中。
在關原之戰後，家康雖然名義上仍然是豐臣家的家臣，但已經無視豐臣家的存在，自由地對各地大名進行論功行賞和改易減封等懲罰。其中豐臣家在攝津・河内・和泉三国的領地從戰前的222万石大幅减至65万石，而豐臣家在日本其他地區的藏入地也同時被家康分封給其他改易的大名。
在關原之戰的战后处理結束後，徳川家康於慶長8年（1603年）獲朝廷任命為征夷大将軍，並開設江戸幕府。至此豐臣政權對日本的管治正式結束。

### 政權覆灭
在開設江戶幕府後，日本各地本來臣從於豐臣家的大名紛紛轉向臣服於徳川幕府将军，直到慶長19年（1614年），只剩下豐臣家沒有對江戶幕府表示臣服。最終徳川家康在同年冬天和翌年（慶長20年，1615年）夏天發動了大坂冬夏兩役，使豐臣家徹底滅亡。

## 特徵

### 基本架構
豐臣政權與之前的織田政權一樣，是以豐臣秀吉為中心的中央集權制。作為中央集權制統治的象徵，秀吉頒布了太阁检地和刀狩令等日本全國通用的政策，以便掌握全國各地情況及有效管理民眾。當時除了秀吉的直轄管地外，徳川氏、毛利氏、上杉氏、前田氏等大名仍然保有超過100萬石的龐大領地，這些大名的內部管治並沒有受到秀吉太大的影響，還是一如既往的以自己培育的家臣團為核心，作為領國奉行去實行政策。
秀吉在統一全國後，為了強化對各地大名的統制，改易了織田信雄，並大幅減封了蒲生秀行和丹羽長重的領地。而對於徳川氏、上杉氏、伊達氏，秀吉則把它們的領地替換到其他地方（国替），並把自己的養子過繼到毛利氏的分家小早川氏。對於薩摩的島津氏，則在九州征伐後以命令島津義久隱居的方式，使島津氏變成島津義久與島津義弘共同統治的二元體制，並且毒殺了島津家久。
在成為日本全國支配者的初期，秀吉曾經打算出任征夷大将軍，但由於他非武家出身的身份而未能實現。後來，藉朝廷內對於關白繼任的爭執，秀吉成为前关白近卫前久的犹子，凭借此身份继任为关白，之后，天皇下赐秀吉“丰臣”氏，借此丰臣氏成为和藤原氏相等的具有就任关白、摄政的资格。藉此，秀吉開始積極的考慮導入與傳統武家幕府制度相異的武家關白制，以利用世襲公家制度去表現豐臣政權的正統性。
在秀吉把關白及豐臣政權家督之位讓渡給外甥豐臣秀次後，秀吉並沒有引退，這是以為秀吉恰恰要以此來宣示關白之位將由豐臣氏代代世襲相傳。為了進一步確保豐臣氏在公家制度中的地位，秀吉甚至曾經考慮讓宗家以外的其他分家也加入到公家制度中（如武家清華家等）。但由於秀吉後代血脈僅秀賴一人，而其他親屬如豐臣秀長・豐臣鶴松・豐臣秀保・豐臣秀勝等人亦紛紛早於秀吉離世，唯一的外甥豐臣秀次一族甚至在秀賴誕生後被秀吉肅清，使能藩屏宗家的親族勢力極為衰弱。在秀吉死後，秀吉一族就僅剩下宗家的秀賴與其妻高台院一系的木下氏。

### 羽柴氏・豐臣姓下賜
在日本中世時代的將軍，大都有把自己名字中其中一字（諱）授與家臣的習慣。如秀吉並曾經把自己名字中的「秀」字賜予小早川秀秋・結城秀康・徳川秀忠等養子，「吉」字賜予大谷吉継等直系家臣團和其他新歸屬大名等等。同時，秀吉也把丰臣朝臣的氏姓和羽柴的苗字賜予大量的有力家臣与大名，使大名们要自称为丰臣朝臣羽柴何某，达到类似自己一族的效果（江户幕府时代，许多大名是德川氏与松平氏出身，丰臣政权可以与之做对照）。

### 武家官位制
隨著豐臣秀吉獲賜從一位的太政大臣，關白，其他武家也也紛紛被賜與各種公家的職位，是為武家公卿制。豐臣政權以通過獎賞賜與從属諸大名各種官位以拉攏他們（在傳統上，"公卿"一詞專指参議及三位以上的官職、其中大臣可被稱呼為"公"、而其他的公卿則被稱呼為"卿"）。
- 永禄八年（1565年）的武家公卿
  - 足利義輝（当年逝世）、北畠具教、姉小路良頼。
- 天正十年（1582年）的武家公卿
  - 正二位右大臣：織田信長（当年逝世）、織田信忠（当年逝世）、足利義昭。
- 天正十四年（1586年）的武家公卿
  - 從一位太政大臣：豐臣秀吉（1598年逝世）。
- 文祿元年（1592年）的武家公卿
  - 正二位左大臣：豐臣秀次（1595年逝世）。
- 慶長元年（1596年）的武家公卿
  - 正二位内大臣：徳川家康（1616年逝世）。
    - 從二位權大納言：前田利家。
      - 權中納言：織田秀信、上杉景勝、毛利輝元、豐臣秀頼、前田利勝（利長）。
        - 前權中納言：小早川秀秋、徳川秀忠、宇喜多秀家。
          - 參議：結城秀康、毛利秀元、丹羽長重、織田秀雄。

秀吉任意利用公卿官位賞賜給屬下大名的行為，激化了本來公家的公卿與新的武家公卿之間的摩擦與矛盾，最終徳川家康在1611年（慶長16年）把武家公卿從朝廷官位體制中脫離，創立了新的武家官位制。

#### 由家格構成的大名統制
另外，秀吉也採取了「家格」的方式對各地大名進行規範。秀吉參考了公家家格的攝關家、清華家、羽林家、名家編制，制定了包含羽柴關白家・武家清華家（「清華成」）的武家家格體制。在武家清華家下，另外再分為從五位（侍從）以上擁有領地大名所組成的「公家成」，和從五位以下由譜代及小大名而組成的「諸大夫成」兩個等級。
在1588年（天正16年），武家公卿除了一族的秀吉、秀長、秀次以外、還包括織田信雄、足利義昭、徳川家康、宇喜多秀家。後來隨著織田信雄和足利義昭失勢被除名後，在僅餘的徳川家康、宇喜多秀家上，加入了毛利輝元（1588年）・上杉景勝（1588年）・前田利家（1591年）・小早川隆景（1596年）等人，共同組成了豐臣政權下的「清華成」家格（獲得清華家家格意味著有可能昇進為大臣）。
「清華成」家格構成了後來五大老體制的基礎。有研究指出，豐臣政權方面建立「清華成」家格的原因主要是「作為天下統一的恩賞」、「表示與作為攝關家之一的豐臣宗家之間的差距」、「以提高其他大名家格為契機，貶低當初作為特殊家格而存在的足利将軍家、織田信雄家、徳川家康家」、「原則上，攝關家参加的宴席，武家不可以出席」。

### 財政
實際上，豐臣宗家的直轄領地（藏入地）當時在全國總計為222萬石，比最大的大名德川家康在關東所支配的250萬石還要低。但是由於豐臣氏控制著全國主要的金山・銀山和堺及博多等貿易據點，在財政收入上還是遠遠領先其他大名。同時，因為秀吉亦把直系家臣分封在日本各地，所以豐臣宗家的軍事力量也在其實際石高之上。但是如果與之後德川政權的壓倒性龐大領地比較的話，豐臣政權下仍然存在像德川家、毛利家超過200万石的大名，而這些大名對豐臣政權的決策也有著十分重要的影響力。另外由於大部分的藏入地都是設置在其他大名的領地內，所以在关原之战的战后处理中，這些藏入地也分別被當地大名吸收。

### 外交政策
豐臣政權下的對外政策主要是日本為中心的“華夷之辨（小中华概念）”作為指導思想。在統一日本後，豐臣政權對日本周邊的呂宋，琉球国・高山国・李氏朝鮮等地區發出了要求它們臣服及朝貢的威脅。其中尤其在對朝鮮時，要求對方「服屬並作為征明嚮導」的態度尤為強硬。但由於朝鮮自立國以來一直採取事大主義奉明朝為正朔，所以並沒有理會日本的要求。當時負責外交交涉的對馬宗氏為了穩健起見，把秀吉派往朝鮮的「朝貢使」改為傳達秀吉統一喜訊的「祝賀使」，同時，朝鮮也在希望探知日本情況下向日本派遣了稱為「賊探使」的使者。後來朝鮮方所派的使者與日本方的「祝賀使」一同返回日本後，謁見了豐臣秀吉。當時，宗氏為了隱瞞朝鮮使者的身份，故意把該名使者說成是從朝鮮專門到日本來祝賀的「朝貢使」。被蒙在鼓裡的秀吉在未知情況下，仍然要求該名「朝貢使」回國給朝鮮國王轉達「服屬並作為征明嚮導」的要求。
在謁見完畢後，宗氏對朝鮮使者表示秀吉是以“假道入明”而不是征服朝鮮為目標。當協議到朝鮮後，李氏朝鮮一如既往的拒絕了秀吉的要求，使秀吉感到大怒而最後決定入侵，是為萬曆朝鮮戰爭。此次戰爭結果以秀吉病死，日軍撤退而結束。
另外，秀吉在統一全國後漸漸對各地天主教組織進行打擊，如通過伴天连追放令禁止基督教在境內傳播。但同時卻積極與歐洲進行貿易交流。

### 終焉期
秀吉在知道自己大限將至後，開始著手設計保持豐臣政權在秀賴領導下穩固的體制。徳川家康・前田利家・毛利輝元・宇喜多秀家・小早川隆景（慶長2年隆景死後由上杉景勝接任）等五名大名共同組成了五大老作為豐臣政權的最高權力機關。五大老制度作為豐臣政權的内閣，天下所有事務皆由他們決定負責。另外，有關検地等內政事務的處理則交給了石田三成・浅野長政・前田玄以・増田長盛・長束正家這五名直系家臣負責，是為五奉行。而對於五大老和五奉行的監視和調整則交給堀尾吉晴・中村一氏・生駒親正所組成的三中老。
但是，這套制度在秀吉死後，並沒有發揮出秀吉本來預想的作用。在作為獨裁者的秀吉死後，統合平衡豐臣政權的力量驟然消失，而各地大名也開始按照自己意志行動。其中在五大老擁有最強大實力的徳川家康，在秀吉死後便違反秀吉的命令擅自與各地大名締結婚姻關係，雖然遭到了其他大老和奉行的責難，但由於政權內已經沒有可以與家康相抗衡的力量，所以結果也無法統制他的行動。同時，秀吉本來的直系家臣中又分裂成文治派與武功派，兩派之間互相爭鬥，成為了關原之戰的導火線，也讓徳川家康有機可乘。最後，由武功派家臣與親家康派大名聯手組成的東軍，在關原之戰中打敗了由文治派與親豐臣派大名組成的西軍，使豐臣政權瓦解。
豐臣政權快速瓦解的原因，是豐臣秀賴年幼，豐臣家的嫡系都已凋零。真正最關鍵因素，還是當初太閣豐臣秀吉處死家督豐臣秀次一事所引發的秀次事件，才是導致豐臣政權在秀吉死後，無力回天的主因。許多豐臣秀次的遺族，也在關原之戰中，支持武功派家臣與親家康派大名聯手組成的東軍，使德川家康在關原之戰中大勝，在豐臣家的發言力大增，豐臣秀賴本身實力與威望無法與德川家康抗衡，導致豐臣家逐漸步向滅亡。

## 豐臣政權期間豐臣家家督列表
| 代 | 肖像 | 姓名     | 官職                                 | 生卒年        | 在職期間      |
| -- | ---- | -------- | ------------------------------------ | ------------- | ------------- |
| 初 |      | 豐臣秀吉 | 關白兼內大臣→關白兼太政大臣→太政大臣 | 1537年-1598年 | 1585年-1598年 |
| 二 |      | 豐臣秀次 | 關白兼內大臣→關白兼左大臣            | 1568年-1595年 | 1591年-1595年 |
| 末 |      | 豐臣秀賴 | 內大臣→右大臣                        | 1593年-1615年 | 1598年-1603年 |

## 組織

### 豐臣政權下的役職
- 太政大臣
- 關白
- 五大老
- 五奉行
- 三中老
- 京都所司代
- 取次
- 御伽衆